# Hypocaccus beneteaui
Hypocaccus beneteaui är en skalbaggsart som först beskrevs av Yves Gomy 1986.  Hypocaccus beneteaui ingår i släktet Hypocaccus och familjen stumpbaggar. Inga underarter finns listade i Catalogue of Life.